# Sulfito
Os sulfitos são os sais do ácido sulfuroso H2SO3.
Os sais de sulfito contêm o ânion SO32-, sendo os mais importantes o sulfito de sódio e o sulfito de magnésio. Formam-se ao por em contacto o dióxido de enxofre (SO2) com soluções alcalinas.
Hidrogenossulfitos ou bissulfitos são obtidos ao dissolver SO2 em soluções de sulfitos.

## Aplicações
Os sulfitos são utilizados como antioxidantes na indústria alimentar. São produtos desenvolvidos na indústria química. Utilizados também em química inorgânica. Está presente em muitos vinhos e na indústria alimentar. A sua utilização deve estar presente na rotulagem dos alimentos e sua composição.
Também é usado em um método de fabricação de papel, a fim de dissolver a lignina

## Reacções adversas
Deve ser ingerido com precaução por pessoas com doença alérgica ou com asma. Há indicações de que os sulfitos causam reacções alérgicas em pessoas que têm sensibilidade a essas substâncias, fazendo com que tenham ressaca, mesmo sem terem bebido em excesso. 
O dióxido de enxofre é a causa mais comum dessas reacções, mas não a única. As histaminas e os taninos - substâncias naturalmente presentes nos vinhos, principalmente tintos, também podem causar reações de urticária, irritações na pele, diarreia e asma.